# Willy Caballero
Wilfredo Daniel „Willy“ Caballero Lazcano (* 28. září 1981 Santa Elena) je bývalý argentinský profesionální fotbalový brankář. Svou hráčskou kariéru ukončil v létě 2023 v anglickém klubu Southampton FC. Poté se stal asistentem trenéra Leicesteru City. V roce 2018 odchytal také 5 utkání v dresu argentinské reprezentace.

## Klubová kariéra
Většinu své kariéry strávil ve Španělsku, kde hrál za Elche a Málagu.